# تايني تيناز وندر لاندز
تايني تيناز وندر لاندز (بالإنجليزية: Tiny Tina's Wonderlands) هي لعبة أكشن تقمص الأدوار منظور شخص أول من تطوير شركة جيربوكس سوفتوير ونشر شركة تو كي جيمز. صدرت اللعبة في مارس 2022 على أجهزة مايكروسوفت ويندوز، بلاي ستيشن 4، بلاي ستيشن 5، إكس بوكس ون وإكس بوكس سيريس إكس وسيريس إس.